# لمغاوير (خط أزكان)
لمغاوير هي إحدى مشيخات المملكة المغربية، تتبع جغرافيا لإقليم آسفي وإداريًا لخط أزكان. يقدر عدد سكانها بـ 4429 نسمة حسب الإحصاء الرسمي للسكان والسكنى لسنة 2004.